# Геранд (кантон)
Геранд (фр. Guérande) — кантон во Франции, находится в регионе Пеи-де-ла-Луар, департамент Атлантическая Луара. Входит в состав округа Сен-Назер.

## История
До 2015 года в состав кантона входили коммуны Геранд, Ла-Тюрбаль, Мескер, Пирьяк-сюр-Мер, Сент-Андре-дез-О и Сен-Мольф.
В результате реформы 2015 года состав кантон изменился: в него вошли четыре коммуны упразднённого кантона Эрбиньяк и одна коммуна кантона Поншато; коммуна Сент-Андре-дез-О перешла в кантон Ла-Боль-Эскублак.

## Состав кантона с 22 марта 2015 года
В состав кантона входят коммуны (население по данным Национального института статистики за 2019 г.):
- Асерак (1 847 чел.)
- Геранд (16 112 чел.)
- Ла-Тюрбаль (4 734 чел.)
- Ла-Шапель-де-Маре (4 338 чел.)
- Мескер (2 039 чел.)
- Пирьяк-сюр-Мер (2 220 чел.)
- Сен-Жоашим (4 087 чел.)
- Сен-Лифар (4 817 чел.)
- Сен-Мольф (2 716 чел.)
- Эрбиньяк (7 046 чел.)

## Политика
На президентских выборах 2022 г. жители кантона отдали в 1-м туре Эмманюэлю Макрону 32,9 % голосов против 20,7 % у Марин Ле Пен и 18,3 % у Жана-Люка Меланшона; во 2-м туре в кантоне победил Макрон, получивший 62,3 % голосов. (2017 год. 1 тур: Эмманюэль Макрон – 26,8 %, Франсуа Фийон – 22,9 %, Жан-Люк Меланшон – 18,9 %, Марин Ле Пен – 16,8 %; 2 тур: Макрон – 71,0 %. 2012 год. 1 тур: Николя Саркози — 29,8 %, Франсуа Олланд — 27,7 %, Марин Ле Пен — 14,3 %; 2 тур: Олланд — 50,6 %).
С 2021 года кантон в Совете департамента Атлантическая Луара представляют мэр коммуны Ла-Тюрбаль Дидье Кадро (Didier Cadro) и мэр коммуны Эрбиньяк Кристель Шассе (Christelle Chassé) (оба — Разные левые).
|                | Кандидаты                      | Партия                   | Первый тур | Первый тур     | Второй тур | Второй тур |
| Кол-во голосов | Кандидаты                      | Партия                   | % голосов  | Кол-во голосов | % голосов  |            |
| -------------- | ------------------------------ | ------------------------ | ---------- | -------------- | ---------- | ---------- |
|                | Дидье Кадро Кристель Шассе     | Разные левые             | 3 466      | 27,01          | 6 521      | 51,01      |
|                | Юбер Делорм Анук Паолоцци Дабо | Разные правые            | 3 467      | 27,02          | 6 262      | 48,99      |
|                | Кристиан Толен Гаэль Эсте      | Левый блок ― Зелёные     | 2 131      | 16,61          |            |            |
|                | Женевьева Банварт Самюэль Паво | Национальное объединение | 1 730      | 13,48          |            |            |
|                | Дени Себило Гислен Эрвош       | Правоцентристский блок   | 1 632      | 12,72          |            |            |
|                | Гаэль Бурдо Гислен Эрвош       | Регионалисты             | 406        | 3,16           |            |            |

|                | Кандидаты                       | Партия                  | Первый тур | Первый тур     | Второй тур | Второй тур |
| Кол-во голосов | Кандидаты                       | Партия                  | % голосов  | Кол-во голосов | % голосов  |            |
| -------------- | ------------------------------- | ----------------------- | ---------- | -------------- | ---------- | ---------- |
|                | Жан-Пьер Бернар Шанталь Бриер   | Правый блок             | 6 423      | 34,69          | 9 496      | 56,73      |
|                | Доминик Миго Франк Эрви         | Социалистическая партия | 4 725      | 25,52          | 7 244      | 43,27      |
|                | Оливье дю Гурле Алиса Сталь     | Национальный фронт      | 3 966      | 21,42          |            |            |
|                | Ив Кокуар Даниэль Эсте          | Европа Экология Зелёные | 1 407      | 7,60           |            |            |
|                | Реми Барро Вероник Маэ          | Левый фронт             | 1 035      | 5,59           |            |            |
|                | Катрин Белаш-Туге Ксавье Брюкер | Разные правые           | 961        | 5,19           |            |            |